# Erica Ngakali
Erica Deborah Elysa Ngakali (ur. 1 lutego 2001) – kongijska zapaśniczka walcząca w stylu wolnym.
Zajęła czwarte miejsce na mistrzostwach Afryki w 2022. Brązowa medalistka igrzysk frankofońskich w 2023 roku. 